# Алексеевское (Назаровский сельский округ)
В том числе ещё одна деревня с таким названием есть в том же сельском поселении, но в Шашковском сельском округе, на реке Жидогость, значительно дальше от Рыбинска.
Алексе́евское — деревня в Назаровской сельской администрации Назаровского сельского поселения Рыбинского района Ярославской области.
Деревня расположена левом берегу Сундобы, притока Волги. Выше по течению на том же берегу деревня Фоминское. Ниже по течению на этом же левом берегу деревня Головичино, а напротив её на правом берегу — деревня Борисовка. Деревня расположена к северу от автомобильной дороги Рыбинск—Шашково, к ней из деревни ведёт просёлочная дорога по берегу Сундобы на деревню Кушляево. Единственная улица деревни ориентирована перпендикулярно реке.
Деревня Алексеевская указана на плане Генерального межевания Рыбинского уезда 1792 года, но поменяна местами с Фоминское.
На 1 января 2007 года в посёлке числилось 3 постоянных жителя. Почтовое отделение, расположенное в деревне Назарово обслуживает в деревне Алексеевское 14 домов.